# Lijst van voetbalinterlands Indonesië - Laos
Deze lijst van voetbalinterlands is een overzicht van alle voetbalwedstrijden tussen de nationale teams van Indonesië en Laos. De landen speelden tot op heden elf keer tegen elkaar. De eerste ontmoeting, een vriendschappelijke wedstrijd, werd gespeeld in Bangkok (Thailand) op 26 november 1969. Het laatste duel, een groepswedstrijd tijdens de Zuidoost-Azië Cup 2024, vond plaats op 12 december 2024 in Surakarta.

## Wedstrijden
| №  | Plaats          | Datum            | Competitie                      | Wedstrijd        | Uitslag |
| -- | --------------- | ---------------- | ------------------------------- | ---------------- | ------- |
| 1  | Bangkok         | 26 november 1969 | Vriendschappelijk               | Indonesië − Laos | 3 − 0   |
| 2  | Jakarta         | 12 juni 1972     | Vriendschappelijk               | Indonesië − Laos | 5 − 1   |
| 3  | Singapore       | 2 september 1996 | Zuidoost-Azië Cup 1996          | Laos − Indonesië | 1 − 5   |
| 4  | Jakarta         | 5 oktober 1997   | Zuidoost-Aziatische Spelen 1997 | Laos − Indonesië | 2 − 5   |
| 5  | Ho Chi Minhstad | 7 december 2004  | Zuidoost-Azië Cup 2004          | Laos − Indonesië | 0 − 6   |
| 6  | Singapore       | 13 januari 2007  | Zuidoost-Azië Cup 2007          | Indonesië − Laos | 3 − 1   |
| 7  | Jakarta         | 4 december 2010  | Zuidoost-Azië Cup 2010          | Indonesië − Laos | 6 − 0   |
| 8  | Kuala Lumpur    | 25 november 2012 | Zuidoost-Azië Cup 2012          | Indonesië − Laos | 2 − 2   |
| 9  | Hanoi           | 28 november 2014 | Zuidoost-Azië Cup 2014          | Indonesië − Laos | 5 − 1   |
| 10 | Singapore       | 12 december 2021 | Zuidoost-Azië Cup 2020          | Laos − Indonesië | 1 − 5   |
| 11 | Surakarta       | 12 december 2024 | Zuidoost-Azië Cup 2024          | Indonesië − Laos | 3 − 3   |

## Samenvatting
| Competitie                 | Totaal gespeeld | Winst Indonesië | Gelijk | Winst Laos | Doelsaldo Indonesië – Laos |
| -------------------------- | --------------- | --------------- | ------ | ---------- | -------------------------- |
| Zuidoost-Azië Cup          | 8               | 6               | 2      | 0          | 35 − 9                     |
| Zuidoost-Aziatische Spelen | 1               | 1               | 0      | 0          | 5 − 2                      |
| Vriendschappelijk          | 2               | 2               | 0      | 0          | 8 − 1                      |
| Totaal                     | 11              | 9               | 2      | 0          | 48 − 12                    |

PSSI · 
Indonesisch vrouwenelftal
WK 1938
OS 1956
Afghanistan ·
Andorra ·
Argentinië ·
Australië ·
Bahrein ·
Bangladesh ·
Bhutan ·
Bosnië en Herzegovina ·
Brunei ·
Bulgarije ·
Burundi ·
Cambodja ·
Canada ·
China ·
Cuba ·
Curaçao ·
DDR ·
Denemarken ·
Dominicaanse Republiek ·
Egypte ·
Estland ·
Fiji ·
Filipijnen ·
Ghana ·
Guinee ·
Guyana ·
Hongarije ·
Hongkong ·
India ·
Irak ·
Iran ·
Jamaica ·
Japan ·
Jemen ·
Joegoslavië ·
Jordanië ·
Kameroen ·
Kenia ·
Kirgizië ·
Koeweit ·
Kroatië ·
Laos ·
Liberia ·
Libië ·
Liechtenstein ·
Litouwen ·
Malediven ·
Maleisië ·
Malta ·
Marokko ·
Mauritius ·
Moldavië ·
Myanmar ·
Nederland ·
Nepal ·
Nieuw-Zeeland ·
Nigeria ·
Noord-Korea ·
Oezbekistan ·
Oman ·
Oost-Timor ·
Pakistan ·
Palestina ·
Papoea-Nieuw-Guinea ·
Paraguay ·
Puerto Rico ·
Qatar ·
Saoedi-Arabië ·
Senegal ·
Singapore ·
Sri Lanka ·
Syrië ·
Taiwan ·
Tanzania ·
Thailand ·
Turkmenistan ·
Uruguay ·
Vanuatu ·
Verenigde Arabische Emiraten ·
Vietnam ·
Zimbabwe ·
Zuid-Jemen ·
Zuid-Korea ·
Zuid-Vietnam
LFF · 
A-internationals · 
Laotiaans vrouwenelftal
1960 – 1969 · 
1970 – 1979 · 
1980 – 1989 · 
1990 – 1999 · 
2000 – 2009 · 
2010 – 2019 ·
2020 − 2029
Afghanistan ·
Bangladesh ·
Bhutan ·
Brunei ·
Cambodja ·
China ·
Filipijnen ·
Guam ·
Hongkong ·
India ·
Indonesië ·
Iran ·
Jordanië ·
Kazachstan ·
Koeweit ·
Lesotho ·
Libanon ·
Macau ·
Malediven ·
Maleisië ·
Mongolië ·
Myanmar ·
Nepal ·
Oman ·
Oost-Timor ·
Qatar ·
Saoedi-Arabië ·
Singapore ·
Sri Lanka ·
Syrië ·
Taiwan ·
Thailand ·
Turkmenistan ·
Verenigde Arabische Emiraten ·
Vietnam ·
Zuid-Korea ·
Zuid-Vietnam